# Детрит

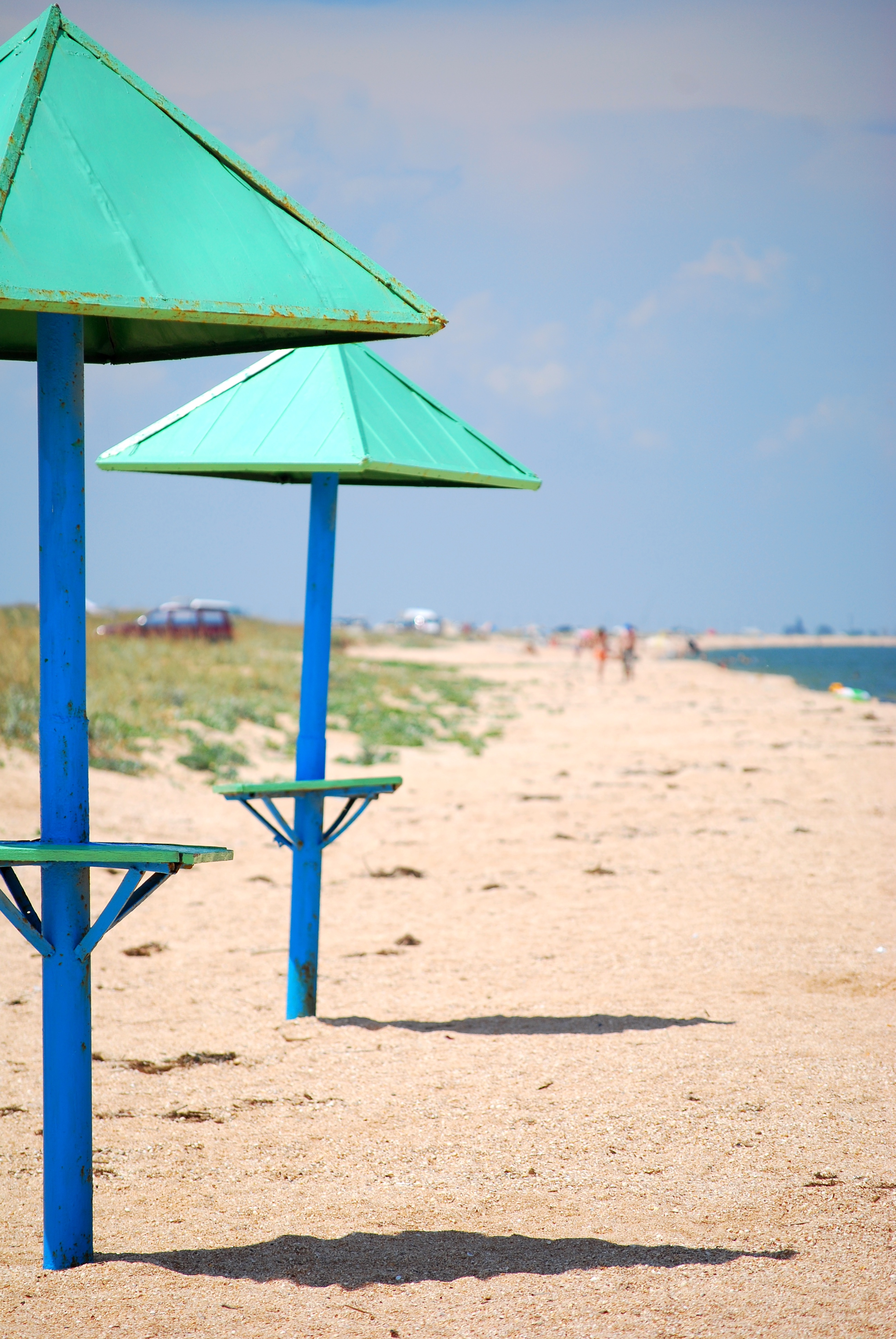
Азовське море. Пляж з детриту. Керченський півострів.

Детрит (рос.детрит, англ. detritus, нім. Detrit):
1) Нагромадження уламків гірських порід, що складаються з скелетів безхребетних тварин, кісток хребетних тварин. 
2) Сукупність завислих у воді та осілих на дно водойм дрібних (декілька мкм — декілька см) нерозкладених частинок рослинних і тваринних організмів або їхніх виділень. 
Розрізняють тонкодетритовий та грубодетритовий детрити.